# Toverschool Toernooi
Het Toverschool Toernooi is een toernooi uit het vierde boek van J.K. Rowling over Harry Potter, Harry Potter en de Vuurbeker. Het toernooi werd voor het eerst gehouden in de dertiende eeuw en werd in de loop van de veertiende eeuw afgeschaft omdat het dodental de pan uitrees. Het toernooi was bedoeld als een vriendschappelijke krachtmeting tussen de drie grootste toverscholen van Europa: Zweinsteins Hogeschool voor Hekserij en Hocus Pocus, Beauxbatons Academie voor Toverkunst en Klammfels Instituut. Het toernooi werd eens in de vijf jaar gehouden en de scholen waren beurtelings gastheer. Het doel van het toernooi was om de internationale vriendschapsbanden te bewerkstelligen en te versterken.
In de loop der eeuwen werden er verschillende pogingen gedaan om het Toverschool Toernooi nieuw leven in te blazen. De departementen van Internationale Magische Samenwerking en van Magische Sport en Recreatie van het Ministerie van Toverkunst van Groot-Brittannië herstelden het toernooi in 1994 in ere, ditmaal met speciale voorzorgsmaatregelen om dodelijke slachtoffers te voorkomen. De prijs voor de winnaar werd vastgesteld op duizend galjoenen. Tevens zou de school van de winnaar de Toverschool Trofee ontvangen.

## Het verloop van het Toernooi van 1994-1995

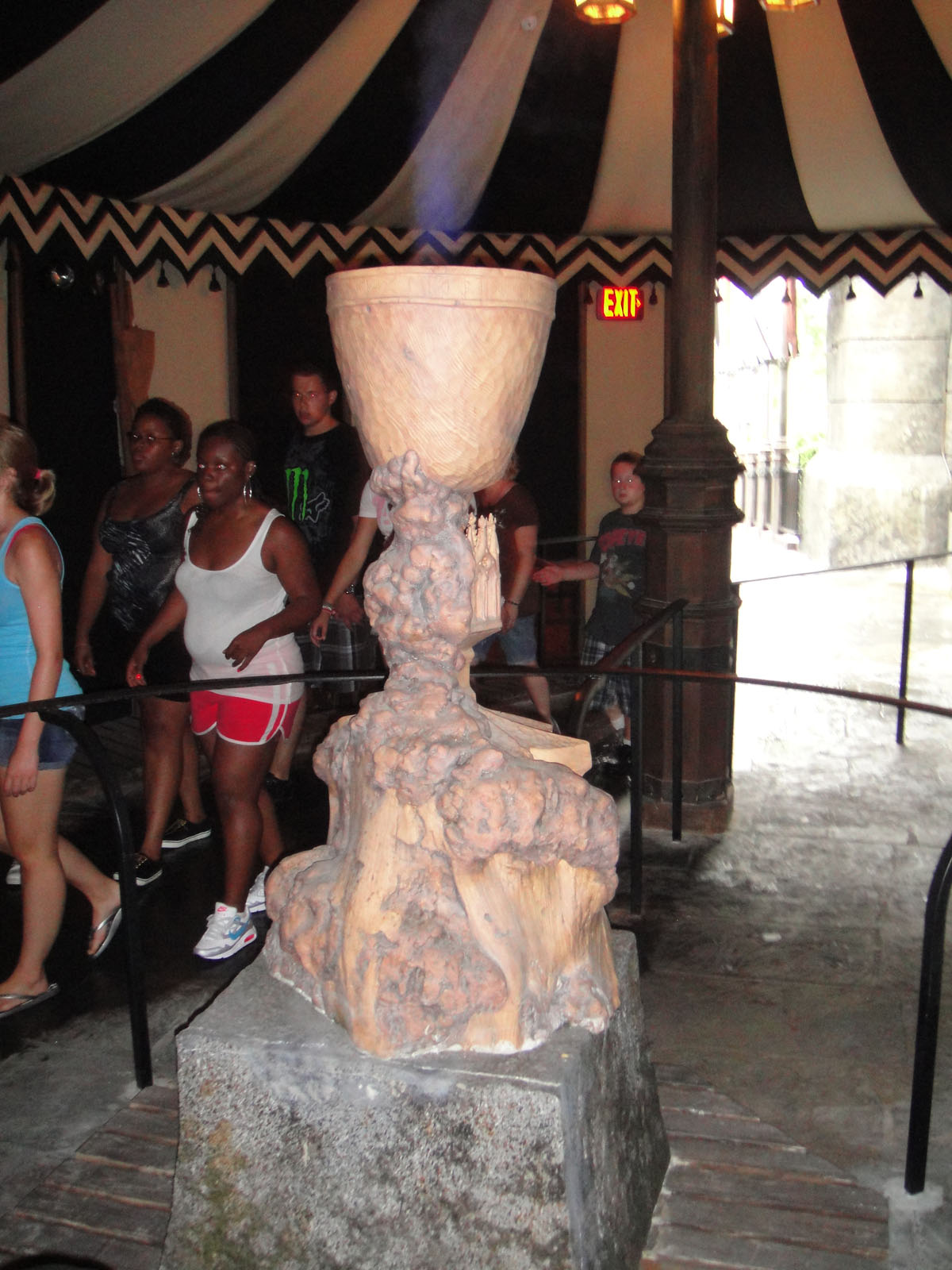
Vuurbeker

Het Toverschool Toernooi van 1994-1995 werd gehouden op Zweinstein en bestond uit drie opdrachten die plaatsvonden gedurende het schooljaar, met een tussenpoos van vier maanden. Elke school kon één deelnemer, een Kampioen, afvaardigen. Een van de nieuwe veiligheidsregels was dat alleen leerlingen die 17 jaar of ouder waren (en dus volwassen in de Tovenaarswereld) zich konden opgeven. Op 30 oktober arriveerden de afgevaardigden van Beauxbatons en Klammfels. De kampioenen zouden worden aangewezen door een onpartijdige waarnemer, een krachtig magisch object bekend als de Vuurbeker. Ieder die zich wilde opgeven voor het Toernooi moest zijn naam en school op een stuk perkament schrijven en dat in de Vuurbeker doen. Op Halloween toverde de Vuurbeker de namen tevoorschijn van de kampioenen die het naar zijn oordeel verdienden hun school te vertegenwoordigen.

De namen die uit de Vuurbeker kwamen waren:
- Fleur Delacour van Beauxbatons;
- Viktor Kruml van Klammfels;
- Carlo Kannewasser van Zweinstein;
- Harry Potter, ook van Zweinstein.

Deze laatste naam zorgde voor veel ophef omdat Harry minderjarig was (14) en niemand kon verklaren hoe Zweinstein twee kampioenen kon hebben. Volgens Bartolomeus Krenck Sr., het Hoofd van het Departement voor Internationale Magische Samenwerking, waren de regels echter duidelijk: degene wiens naam uit de Vuurbeker kwam was verplicht deel te nemen aan het Toernooi. Bovendien creëerde de Vuurbeker een bindend magisch contract.
De jury die de prestaties van de kampioenen tijdens de drie opdrachten zou beoordelen bestond uit:
- Albus Perkamentus, schoolhoofd van Zweinsteins Hogeschool voor Hekserij en Hocus-Pocus;
- Olympe Mallemour, schoolhoofd van de Beauxbatons Academie voor Toverkunst;
- Igor Karkarov, schoolhoofd van het Klammfels Instituut;
- Ludo Bazuyn, hoofd van het Departement voor Magische Sport en Recreatie;
- Bartolomeus Krenck Sr., hoofd van het Departement voor Internationale Magische Samenwerking (werd bij de Tweede Opdracht vervangen door Percy Wemel en bij de Derde Opdracht door Cornelis Droebel).

### Het Schouwen der Stokken
Voor de eerste opdracht van het Toverschool Toernooi, werd eerst een korte ceremonie gehouden, het Schouwen der Stokken. Hierin werden de toverstokken van de kampioenen gecontroleerd om te zien of ze goed functioneerden. De expert die hiervoor was gevraagd, was de heer Olivander, de toverstokmaker van de Wegisweg.
- Fleurs Toverstok was 23½ cm, onbuigzaam, gemaakt van palissander en bevatte als kern een hoofdhaar van een Glamorgana. De Glamorgana in kwestie was Fleurs grootmoeder.
- Carlo's toverstok was 32 cm, gemaakt van essenhout, erg buigzaam en bevatte als kern één haar uit de staart van een eenhoornhengst. Deze toverstok was gemaakt door Olivander zelf.
- Viktor Krumls toverstok was 26 cm, absoluut onbuigzaam, gemaakt van haagbeuk met als kern hartenbloed van een draak. Verder was hij een stuk dikker dan de gemiddelde toverstok. Deze toverstok was gemaakt door de toverstokmaker Stavlov.
- Harry's toverstok was 27,8 cm, gemaakt van hulst met als kern de staartveer van een feniks. Later zou onthuld worden dat de feniksveer in Harry's stok afkomstig was van Perkamentus' feniks, Felix.

Ook werd het Schouwen der Stokken gebruikt om foto's te maken voor een artikel in de tovenaarskrant, de Ochtendprofeet. De verslaggeefster, Rita Pulpers, interviewde Harry kort voor de ceremonie, maar er werd al snel duidelijk dat ze een eigen draai gaf aan zijn antwoorden. Toen het artikel uitkwam was het meer een levensverhaal van Harry, dan een artikel over het Toernooi. De namen van Fleur en Kruml waren verkeerd gespeld en Carlo kwam er al helemaal niet in voor. Het artikel zorgde voor veel ophef binnen de toverwereld.

### De Eerste Opdracht

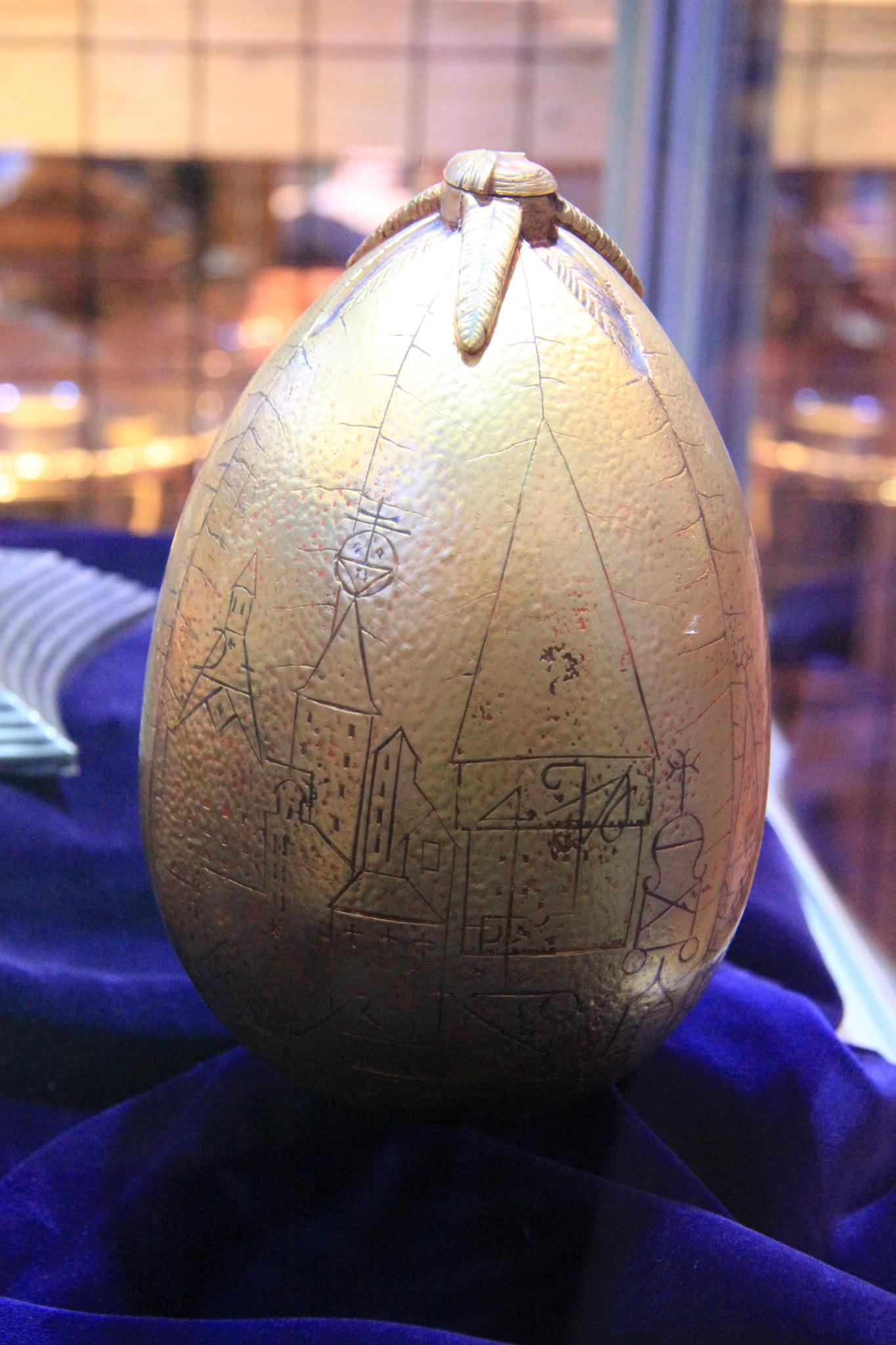
Gouden ei

De Eerste Opdracht was om een gouden ei te bemachtigen dat werd bewaakt door een draak. De opdracht vond plaats op 24 november in een drakenarena die gebouwd was aan de rand van het Verboden Bos. Het doel van deze opdracht was om de moed van de kampioenen te testen wanneer ze met het onbekende geconfronteerd werden. Daarom werd de kampioenen niet van tevoren verteld wat de opdracht inhield. Aan het begin van de opdracht mochten de kampioenen alleen gewapend zijn met hun toverstaf. Na de opdracht kregen ze van elk jurylid een cijfer tussen de één en tien.
Voor de eerste opdracht had het Ministerie van Toverkunst drie buitenlandse draken geïmporteerd: een blauwgrijze Zweedse Stompsnuit, een rode Chinese Zenger en een zwarte Hongaarse Hoornstaart. Omdat er vier kampioenen bleken te zijn in plaats van drie werd er een Gewone Groene Huisdraak bijgedaan. Alle vier de Kampioenen volbrachten de opdracht met succes.
Carlo Kannewasser gebruikte zijn talent voor Transfiguratie en veranderde een steen in een hond om zo zijn Zweedse Stompsnuit af te leiden. Halverwege besloot de draak echter Carlo te roosteren en hij liep brandwonden op, maar kreeg toch het ei te pakken. Zijn score was 38 punten.
Fleur Delacour gebruikte een slaapbezwering om haar Groene Huisdraak in slaap te brengen. Maar de draak begon te snurken en er schoot een vuurstraal uit haar neus die Fleurs rok in brand stak. Fleur bluste het met water uit haar toverstok en bemachtigde het gouden ei. Haar score is 39 punten.
Viktor Kruml wist dat de ogen de zwakke plek van de draken waren en schakelde de Chinese Zenger uit door een Bijziendheidsbezwering op haar ogen af te vuren. Hierdoor vertrapte ze wel de helft van de echte eieren wat Kruml punten kostte. Zijn score was 40 punten.
Harry gebruikte een Sommeerspreuk om zijn Vuurflits, een eersteklas racebezem, naar zich toe te brengen en gebruikte hem om zijn Hongaarse Hoornstaart op het verkeerde been te zetten en zo het ei te bemachtigen. Hij raakte alleen gewond aan zijn schouder. Zijn score was ook 40 punten.

### Het Kerstbal
Het Kerstbal is een traditioneel onderdeel van het Toverschool Toernooi en werd gehouden op Eerste Kerstdag. Het bal was alleen voor leerlingen uit het vierde jaar of ouder, hoewel er een introducé meegenomen mocht worden. Het is traditie dat de Kampioenen van het Toernooi het bal openen met een dans. Tijdens het Bal trad de in de tovenaarswereld wereldberoemde band De Witte Wieven op.
De Kampioenen en hun partners waren:
- Harry's partner was Parvati Patil
- Carlo's partner was Cho Chang
- Fleurs partner was Robbie Davids
- Krumls partner was Hermelien Griffel

Andere paren waren:
- Ron Wemel en Padma Patil
- Marcel Lubbermans en Ginny Wemel
- Draco Malfidus en Patty Park
- Belinda Broom en Simon Filister
- Fred Wemel en Angelique Jansen
- Rubeus Hagrid en Olympe Mallemour
- Albus Perkamentus en Minerva Anderling

### De Tweede Opdracht
Om erachter te komen wat de Tweede Opdracht inhield moesten de kampioenen de aanwijzing in het gouden ei van de draak oplossen. Wanneer het ei opengemaakt werd klonk er alleen maar onverstaanbaar gekrijs, werd het echter onder water geopend dan klonk er een lied van meermensen, dat de Tweede Opdracht omschreef. De opdracht was om iets terug te halen wat de Kampioen "dierbaar" was en vond plaats op 24 februari. Het bleek te gaan om de persoon waar de Kampioen het meest om gaf, die de Kampioenen moesten ophalen van de bodem van het meer op het schoolterrein van Zweinstein. De gijzelaars waren:
- Ron Wemel, voor Harry Potter
- Cho Chang, voor Carlo Kannewasser
- Hermelien Griffel, voor Viktor Kruml
- Gabrielle Delacour, voor Fleur Delacour

De tijdslimiet voor deze opdracht was één uur. In tegenstelling tot de Eerste Opdracht namen alle kampioenen op hetzelfde moment deel aan de opdracht. De punten werden op dezelfde manier gegeven als bij de Eerste Opdracht. Alle vier de deelnemers vonden een manier om onder water te ademen.
Carlo gebruikte de Bubbelbolbezwering om een luchtbel rond zijn hoofd te toveren. Hij bereikte de gijzelaars als tweede maar was de eerste die zijn gijzelaar terugbracht naar de oppervlakte. Hij was één minuut buiten de tijdslimiet. Zijn score was 47 punten.
Viktor Kruml voerde een gedeeltelijke Transfiguratie uit, waardoor hij half mens en half haai werd. Hij bereikte de gijzelaars na Harry en Carlo en was de tweede die terugkeerde met zijn gijzelaar. Zijn score was 40 punten.
Fleur Delacour maakte ook gebruik van de Bubbebolbezwering om te kunnen ademen, maar slaagde er niet in haar gijzelaar te bereiken toen ze werd aangevallen door Wierlingen. Haar score was 25 punten.
Harry gebruikte een magische waterplant genaamd Kieuwwier en was de eerste die de gijzelaars bereikte. Na Ron losgesneden te hebben wilde hij ook de rest bevrijden maar dit lieten de meermensen niet toe. Daarom wachtte hij af tot Carlo en Kruml hun gijzelaars ophaalden. Toen Fleur niet kwam opdagen joeg hij de meermensen weg door te dreigen met magie en bracht zowel Ron als Gabrielle naar de oppervlakte. Hoewel hij een technische derde was, werd zijn optreden als een teken van karakter gezien in plaats van een stommiteit, wat hem 45 punten opleverde.

### De Derde Opdracht

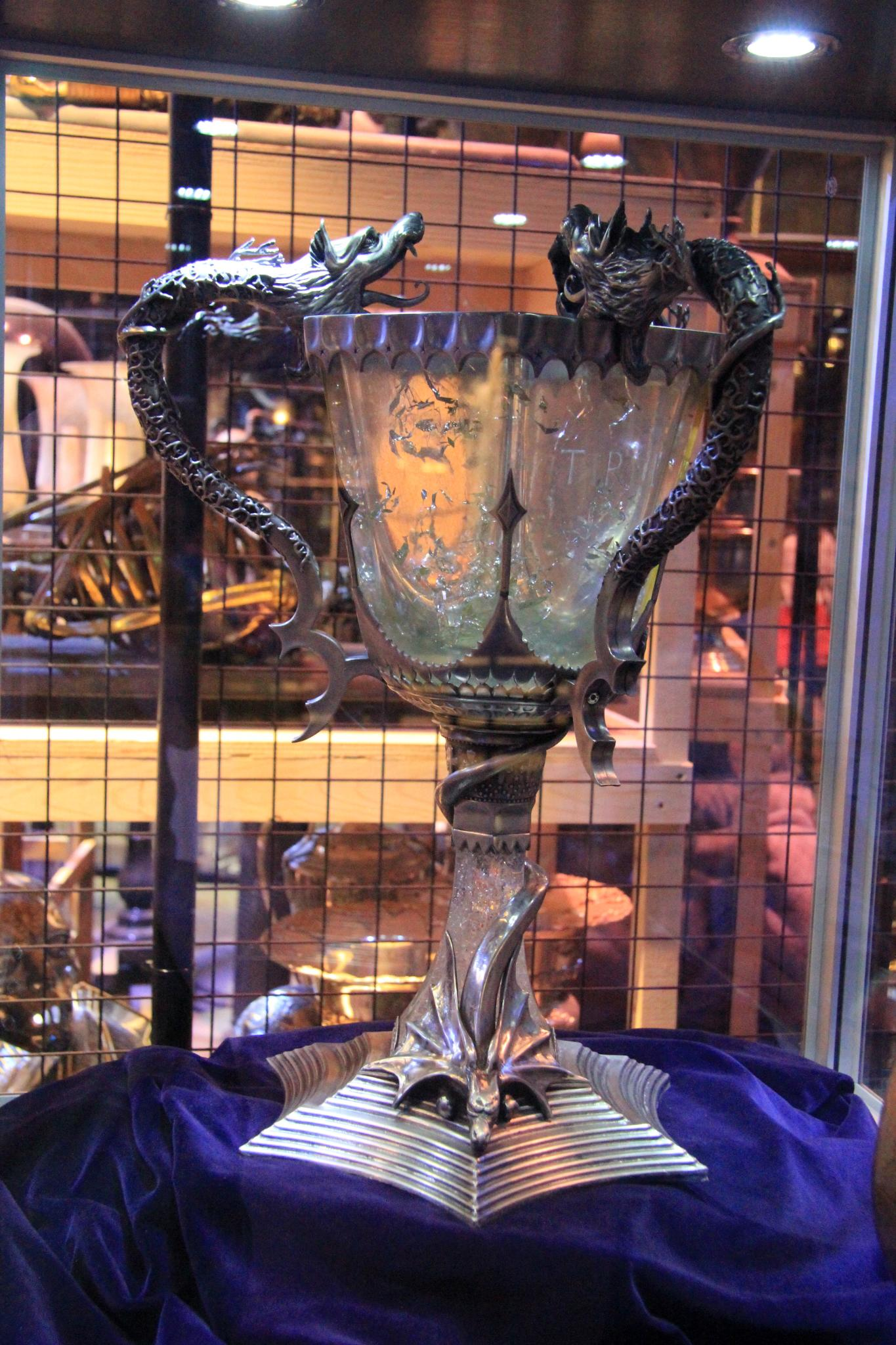
Toverschool Trofee

De derde opdracht was om een doolhof door te komen. De doolhof was aangelegd op het Zwerkbal-veld van Zweinstein en werd "bevolkt" door allerlei magische wezens en obstakels. De deelnemers waren ditmaal van tevoren ingelicht en hadden ruim de tijd gehad om zich voor te bereiden. In plaats van met een puntensysteem werd er bij deze opdracht gewerkt met een soort van "finish": degene die als eerste in het midden van de doolhof was beland en daar de Toverschool Trofee aanraakte, had gewonnen. De Kampioenen gingen met tussenpozen de doolhof in, in volgorde van punten.
1. Harry Potter & Carlo Kannewasser - 85 punten
2. Viktor Kruml - 80 punten
3. Fleur Delacour - minder dan 64 punten

Deze opdracht was echter sterk gemanipuleerd: Fleur en Kruml werden al snel uitgeschakeld omdat Kruml onder de Imperiusvloek bleek te verkeren en Fleur verlamde. Toen Viktor (nog steeds onder de Imperiusvloek) ook Carlo probeerde uit te schakelen greep Harry in en verlamde Kruml. Carlo en Harry werkten daarna samen, en besloten samen te finishen.

### Waar het mis ging
Ondanks de goede bedoelingen van de organisatoren, was het Toernooi niet zo eerlijk en vreedzaam als de bedoeling was. Ten eerste stond het bol van corruptie. Veel van de juryleden waren partijdig. Zo jureerde Igor Karkarov zwaar in het voordeel van zijn eigen kampioen (Viktor Kruml) en gaf Ludo Bazuyn Harry juist hoge punten omdat hij gewed had dat Harry het Toernooi zou winnen. Ook wisten alle vier de kampioenen van tevoren wat de Eerste Opdracht inhield.
De onderlinge corruptie verbleekte echter bij het feit dat Heer Voldemort een spion op Zweinstein had. Bartolomeus Krenck Jr. was in het personeel van Zweinstein geïnfiltreerd, met Wisseldrank vermomd als Alastor Dolleman, de nieuwe leraar Verweer tegen de Zwarte Kunsten, met de opdracht ervoor te zorgen dat Harry het Toernooi zou winnen.
Hij was ook degene die een Waanzichtsspreuk gebruikt had tegen de Vuurbeker waardoor deze dacht dat er vier scholen deelnamen aan het Toernooi, en die Harry onder een vierde school opgaf (omdat hij de enige kandidaat was van die "vierde" school, zou hij dus zeker gekozen worden). Hij raadde Rubeus Hagrid aan Harry te laten zien wat de Eerste Opdracht inhield, zogenaamd uit bezorgdheid. Daarna gaf hij Harry tips die hem lieten inzien hoe hij zijn draak kon verslaan.
Voor de Tweede Opdracht gaf hij Marcel Lubbermans, Harry's klasgenoot, een boek waarin alles stond over Kieuwwier. Harry vroeg Marcel echter niet om hulp dus liet "Dolleman" Dobby de Huis-elf naar zijn kamer komen terwijl hij met professor Anderling praatte over de Tweede Opdracht en de mogelijkheid om Kieuwwier te gebruiken. Hierdoor kwam Dobby op het idee van Kieuwwier, dat hij vervolgens uit de voorraadkast van Professor Sneep stal en aan Harry gaf.
Tijdens de Derde Opdracht patrouilleerde "Dolleman" langs de doolhof. Met behulp van zijn magisch oog kon hij door de heggen heen kijken en ruimde hij veel obstakels op Harry's pad op. Hij Verlamde Fleur Delacour en sprak de Imperiusvloek uit over Viktor Kruml, zodat deze Carlo zou uitschakelen.
Harry en Carlo kwamen tegelijk bij de Trofee aan en besloten de overwinning te delen. Ze raakten exact gelijktijdig de Trofee aan. Helaas voor hen bleek "Dolleman" de Trofee in een Viavia te hebben veranderd, die de jongens linea recta naar Voldemort bracht. Peter Pippeling vermoordde zonder omhaal de "overbodige" Carlo, en gebruikte wat van Harry's bloed voor een kwaadaardig ritueel dat Voldemort weer tot leven wekte. Als gevolg hiervan brak de Tweede Tovenaarsoorlog uit. Tegen de bedoelingen van Voldemort in wist Harry ook dit keer te ontsnappen, en binnen een kwartier na de terugkeer van Voldemort was Albus Perkamentus al op de hoogte en werd de Orde van de Feniks weer bijeen geroepen.